# Mala Bresnica
Mala Bresnica (cyr. Мала Бресница) – wieś w Serbii, w okręgu braniczewskim, w gminie Kučevo. W 2011 roku liczyła 104 mieszkańców.